# Referendum in Frankreich 1969 zur Senats- und Regionalreform
Das Referendum in Frankreich 1969 zur Senats- und Regionalreform fand am 27. April 1969 statt. Die geplante Reform beinhaltete eine Transformation des Senats, sowie die Einführung von Regionen als neuen Gebietskörperschaften. Das Gesetzesvorhaben wurde von der Mehrheit der Wähler abgelehnt. Infolge der Abstimmungsniederlage trat Charles de Gaulle vom Amt des Staatspräsidenten zurück.

## Vorgeschichte

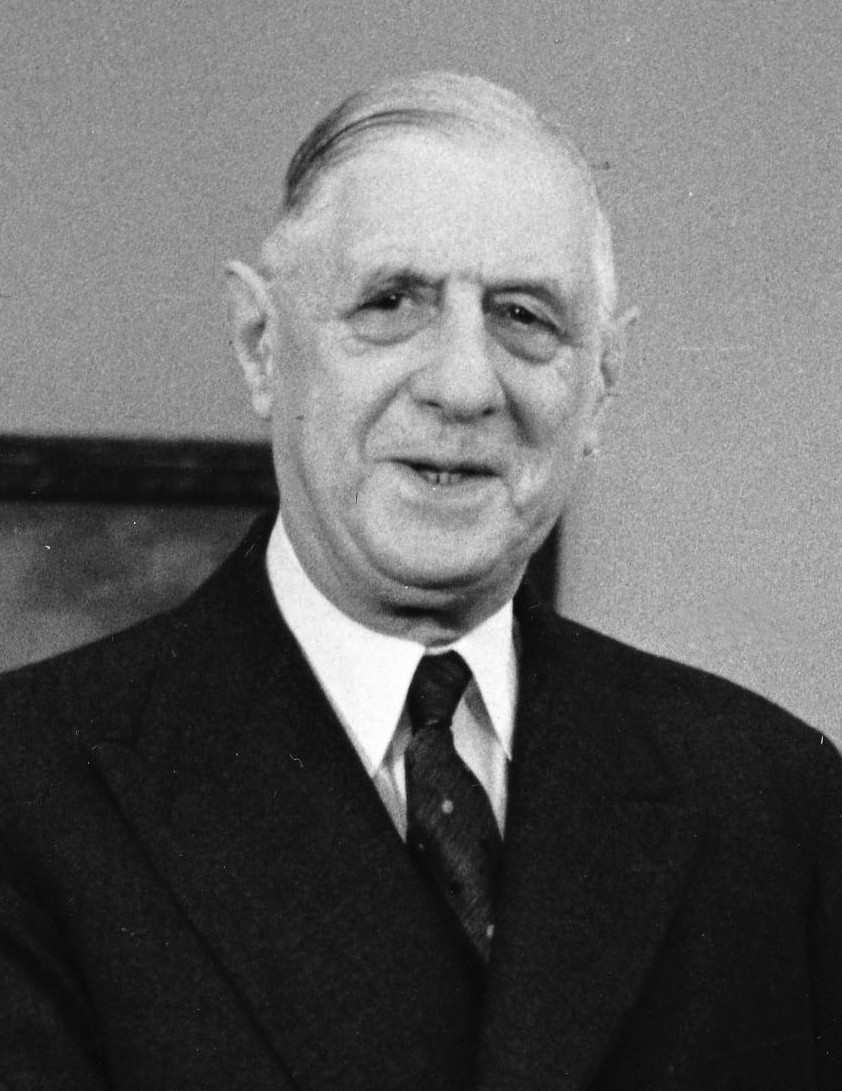
Charles de Gaulle (1963)

Die Staatskrise von 1958 hatte Charles de Gaulle an die Macht gebracht, der eine grundlegende Änderung der französischen Verfassung hin zu einer Präsidialdemokratie einleitete. De Gaulle wurde erster Staatspräsident dieser neuen Fünften Französischen Republik. Mehrfach griff de Gaulle während seiner Amtszeit als Präsident zum Mittel des Plebiszits, um wichtige politische Entscheidungen direkt vom Volk bestätigen zu lassen – im Rahmen der Algerienkrise 1961–62 und bei der Frage der Direktwahl des Staatspräsidenten 1962.
Im Mai 1968 kam es zu einer neuen Krise, die mit Studentenunruhen in Paris begann, sich dann zu regelrechten Straßenschlachten mit Barrikaden ausweitete und schließlich in einen landesweiten allgemeinen Streik mündete. Am 30. Mai 1968 rief de Gaulle die Franzosen auf, wieder zu geordneten Verhältnissen zurückzukehren und kündigte Neuwahlen an. Die Unruhen flauten ab und bei der Wahl zur Nationalversammlung am 23. und 30. Juni 1968 gewannen die regierenden Gaullisten deutlich an Stimmen und Parlamentssitzen hinzu, so dass de Gaulles politische Position gestärkt schien.
In Reaktion auf die Pariser Mai-Unruhen, in denen sich viele Unzufriedenheiten mit den politischen und wirtschaftlichen Verhältnissen entladen hatten, erklärte de Gaulle in einer Rede am 24. Mai 1968, dass es nötig sei, die französische Gesellschaft zu verändern (« nécessité d’une mutation de la société française »). Dazu gehöre eine Reform der Universitäten, der Wirtschaft und der Lebens- und Arbeitswelt. Ziel müsse eine verstärkte Einbeziehung der Bevölkerung in die politischen Entscheidungsprozesse, von deren Ergebnissen sie direkt betroffen sei, sein.

« Tout indique que cette mutation doit comporter une participation plus étendue de chacun à la marche et aux résultats de l’activité qui le concerne directement. »

„Alles weist darauf hin, dass diese Veränderung eine breitere Beteiligung aller an den Ergebnissen der Aktivitäten, von denen sie direkt betroffen sind, beinhalten muss.“

In der Rede kündigte de Gaulle ein Referendum über eine Staatsreform an. Der Zeitpunkt des Referendum wurde dann aber verschoben und schließlich auf den 27. April 1969 festgelegt. Die anvisierte Reform beinhaltete zwei Verfassungsreformen: zum einen eine Reform der zweiten Kammer des Parlaments, des Senats und zum anderen eine Regionalreform zur Dezentralisierung.

### Projekt der Regionalreform

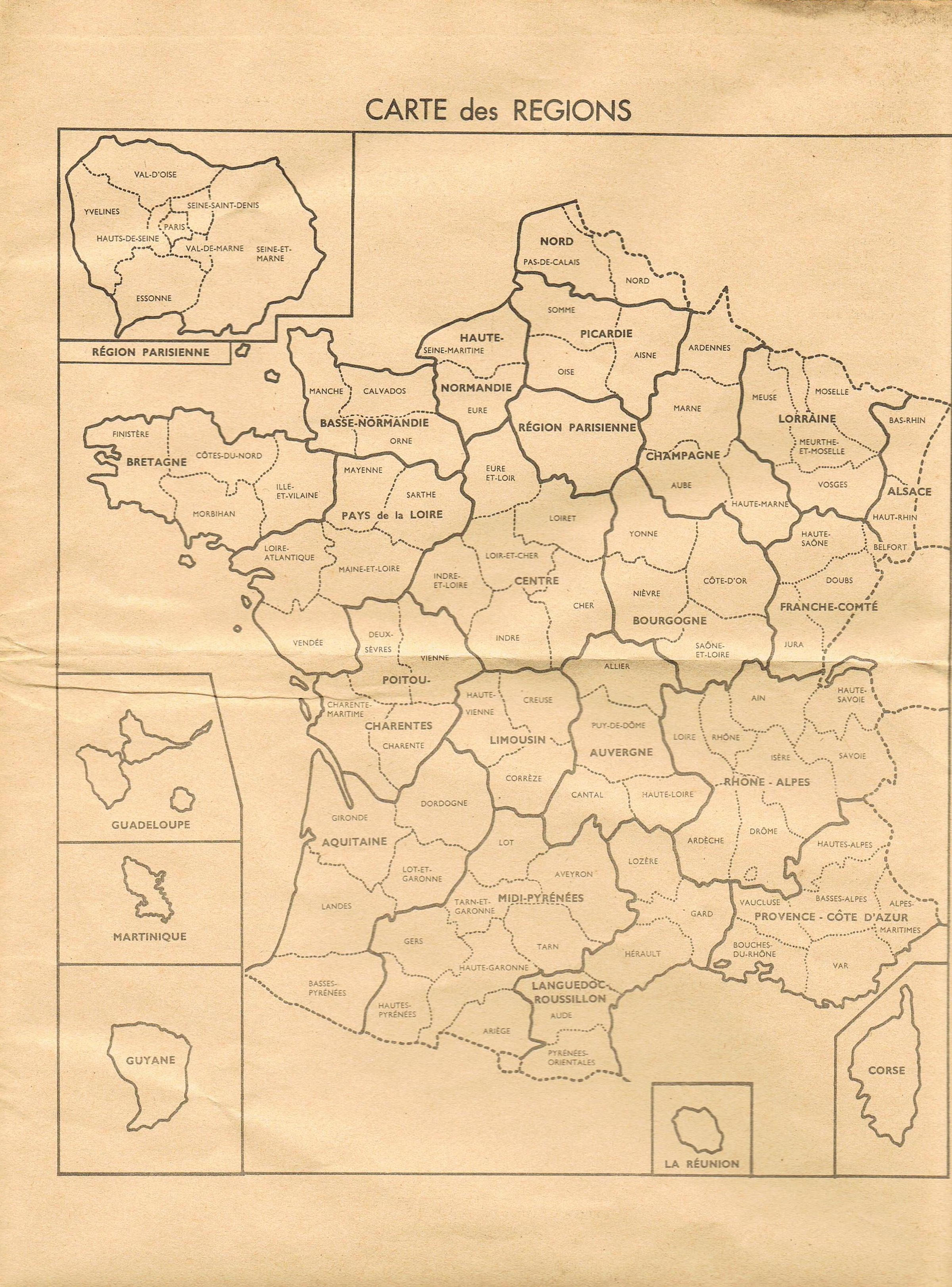
Karte der projektierten Regionen aus dem Jahr 1969

Seit spätestens dem Beginn des 20. Jahrhunderts gab es in Frankreich politische Tendenzen, die im Rahmen der Französischen Revolution und der folgenden napoleonischen Zeit auf die Spitze getriebene Zentralisierung des politischen Lebens wieder zurückzufahren. Diese Tendenz setzte sich in der Vierten und Fünften Republik fort. Per Dekret vom 30. Juni 1955 wurden regionale Aktionsprogramme (programmes d’action regionale) ins Leben gerufenen. Diese Aktionsprogramme waren zur Förderung der wirtschaftlichen Entwicklung unterentwickelter Regionen gedacht und keine eignen Rechtspersönlichkeiten. Sie wurden durch die zuständigen Ministerien finanziert und standen unter dem Vorsitz jeweils eines Départementpräfekten (Préfet coordonnateur), der von einer Conference interdepartementale beraten wurde. Seit 1959/60 bestanden 21 regionale Aktionskreise (circonscriptions d’action regionale).
Der im Referendum von 1969 vorgelegte Gesetzesentwurf sah vor, dass die Regionen zukünftig den Status von Gebietskörperschaften
(collectivites territoriales) erhalten sollten. Die Aufgabe dieser Institutionen sollte es sein, die wirtschaftliche, soziale und kulturelle Entwicklung zu fördern. Organe der Region sollten ein Regionalpräfekt und ein gewählter Regionalrat sein.

### Projekt der Senatsreform
Die anvisierte Reform des Senats beinhaltete zum einen eine Fusion mit dem Wirtschafts- und Sozialrat (Conseil économique et social) zu einem neuen Senat, der nur noch eine beratende Funktion ohne Gesetzgebungskompetenz haben sollte. Der neue Senat sollte sich aus 173 Senatoren zusammensetzen (160 aus dem französischen Mutterland, 7 aus den Départements d’outre-mer, 6 aus den Territoires d’outre-mer), die für 6, statt bisher 9 Jahre gewählt werden sollten. Diese sollten in indirekter Wahl in den Regionen durch die gewählten Abgeordneten, Regionalräte, Départementräte und Vertreter der Städte gewählt werden.
Das Mindestalter für die Wählbarkeit wurde von 35 auf 23 Jahre herabgesetzt. 4 Senatoren sollten die Auslandsfranzosen repräsentieren und durch den Conseil supérieur des Français de l’étranger (Obersten Rat der Franzosen im Ausland) bestimmt werden. 146 Senatoren sollten die wirtschaftlichen, sozialen und kulturellen Aktivitäten repräsentieren und durch entsprechende Institutionen gewählt werden (42 für die Angestellten, 30 für die Landwirtschaft, 36 für die Unternehmen, 10 für die Familien, 8 für die freien Berufe, 8 für Forschung und Wissenschaft und 12 für soziale und kulturelle Aktivitäten).

## Politische Positionen
Die Pläne der Verfassungsreform lösten in den politischen Lagern unterschiedliche Reaktionen aus. Während die Gaullisten das Vorhaben überwiegend unterstützten, sprach der Parteiführer der Sozialisten (SFIO) Guy Mollet von einer „falschen Regionalisierung, einer falschen Partizipation“ und einem „verfälschten Referendum“ und rief zur Ablehnung auf. Hauptargument der politischen Linken war die Ablehnung der Quasi-Abschaffung des Senats. Die Kommunisten waren aus Prinzip dagegen und Jacques Duhamel vom zentristischen Progrès et démocratie moderne (PDM) äußerte sich skeptisch. Einige Kritiker bemängelten an der geplanten Regionalreform, dass sie nicht weit genug ginge und die Kompetenzen der neuen Regionen zu gering seien. Prominente Persönlichkeiten im bürgerlichen Lager, die sich für ein Nein-Votum aussprachen, waren Valéry Giscard d’Estaing und Innenminister Raymond Marcellin von de Gaulles liberal-konservativem Koalitionspartner Républicains indépendants. In der Wahlkampagne traten alte politische Feindschaften zutage. Anhänger eines Algérie française wie Jacques Soustelle, die sich 1961/62 von de Gaulle verraten fühlten, traten für ein „Nein“-Votum ein.
Meinungsumfragen in den Monaten vor dem Referendum zeigten, dass die Wählerschaft etwa 1:1 gespalten war. de Gaulle verknüpfte die Abstimmung mit seiner politischen Zukunft. Er erklärte, im Falle einer Wahlniederlage zurücktreten zu wollen. Diese Aussage, die wohl als Druckmittel gegenüber noch unentschlossenen Gaullisten gedacht war, verlor aber an Wirkung, als der populäre Ex-Premierminister Georges Pompidou erklärte, gegebenenfalls als Kandidat für die Präsidentschaft bereitzustehen.

## Frage des Referendums
Die Frage des Referendums lautete:

« Approuvez-vous le projet de loi soumis au peuple français par le président de la République et relatif à la création de régions et à la rénovation du Sénat ? »

„Stimmen Sie dem durch den Präsidenten der Republik dem französischen Volk vorgelegten Gesetzesprojekt, das die Schaffung von Regionen und die Erneuerung des Senats beinhaltet, zu?“

## Ergebnisse

Mehrheiten nach Départements und überseeischen Besitzungen

Wahlbeteiligung

### Gesamtergebnis
Die Wahlbeteiligung war mit 80,13 % hoch. Die Wähler lehnten mit relativ knapper, aber eindeutiger Mehrheit von 52,41 % den Entwurf zur Verfassungsreform ab.
| Wähler             | Zahl       | Prozent |
| ------------------ | ---------- | ------- |
| Wahlberechtigte    | 29.392.390 | 100,0 % |
| Abgegebene Stimmen | 23.552.611 | 80,13 % |
| Gültige Stimmen    | 22.908.855 | 97,26 % |
| Ja-Stimmen         | 10.901.753 | 47,59 % |
| Nein-Stimmen       | 12.007.102 | 52,41 % |

1. 1 2  bezogen auf die gültigen Stimmen

### Ergebnisse im französischen Mutterland
Die folgende Tabelle zeigt die Ergebnisse im französischen Mutterland nach Départements. Die Mehrheit der Départements stimmte gegen den Reformentwurf. Den höchsten Anteil an „Ja“-Stimmen gab es im Nordwesten und im Osten (Elsass, Teile Lothringens, der Franche-Comté und der Champagne), im westlichen Massif Central, im Béarn, sowie auf Korsika.
| Département           | Wahl- berechtigte | Wahl- beteiligung | Prozent Ja | Prozent nein | Prozent Ungültige |
| --------------------- | ----------------- | ----------------- | ---------- | ------------ | ----------------- |
| Ain                   | 201.517           | 74,6              | 47,4       | 52,6         | 2,6               |
| Aisne                 | 294.052           | 83,7              | 45,7       | 54,3         | 2,6               |
| Allier                | 242.967           | 79,0              | 40,2       | 59,8         | 2,8               |
| Basses-Alpes          | 65.244            | 80,4              | 42,9       | 57,1         | 3,0               |
| Hautes-Alpes          | 58.489            | 78,7              | 47,6       | 52,4         | 2,6               |
| Alpes-Maritimes       | 425.429           | 80,0              | 40,2       | 59,8         | 2,5               |
| Ardèche               | 166.310           | 79,1              | 49,4       | 50,6         | 2,5               |
| Ardennes              | 165.907           | 80,9              | 48,2       | 51,8         | 2,6               |
| Ariège                | 94.419            | 78,4              | 40,7       | 59,3         | 2,1               |
| Aube                  | 155.436           | 80,9              | 48,2       | 51,8         | 3,0               |
| Aude                  | 176.049           | 82,4              | 38,4       | 61,6         | 2,5               |
| Aveyron               | 187.865           | 80,8              | 53,2       | 46,8         | 4,3               |
| Bouches-du-Rhône      | 765.247           | 78,3              | 38,5       | 61,5         | 2,2               |
| Calvados              | 291.528           | 81,2              | 50,1       | 49,9         | 2,7               |
| Cantal                | 110.019           | 75,1              | 56,4       | 43,6         | 2,3               |
| Charente              | 206.275           | 79,8              | 45,2       | 54,8         | 3,1               |
| Charente-Maritime     | 295.800           | 77,5              | 45,2       | 54,8         | 2,7               |
| Cher                  | 187.026           | 79,7              | 44,3       | 55,7         | 2,7               |
| Corrèze               | 161.304           | 82,1              | 43,5       | 56,5         | 2,3               |
| Korsika               | 181.226           | 57,7              | 54,1       | 45,9         | 0,8               |
| Côte-d’Or             | 237.636           | 77,8              | 47,4       | 52,6         | 2,9               |
| Côtes-du-Nord         | 329.222           | 83,3              | 49,3       | 50,7         | 2,4               |
| Creuse                | 110.369           | 72,9              | 43,5       | 56,5         | 2,3               |
| Dordogne              | 252.496           | 83,6              | 44,2       | 55,8         | 2,9               |
| Doubs                 | 227.771           | 80,9              | 51,8       | 48,2         | 2,8               |
| Drôme                 | 202.199           | 78,5              | 42,6       | 57,4         | 2,5               |
| Eure                  | 220.479           | 82,4              | 44,6       | 55,4         | 2,7               |
| Eure-et-Loir          | 178.960           | 82,3              | 49,1       | 50,9         | 3,0               |
| Finistère             | 497.906           | 81,3              | 57,3       | 42,7         | 1,9               |
| Gard                  | 286.460           | 79,4              | 40,3       | 59,7         | 2,7               |
| Haute-Garonne         | 396.824           | 79,5              | 41,2       | 58,8         | 2,7               |
| Gers                  | 114.484           | 78,1              | 38,4       | 61,6         | 2,8               |
| Gironde               | 595.342           | 79,3              | 42,9       | 57,1         | 2,4               |
| Hérault               | 337.688           | 78,7              | 39,8       | 60,2         | 2,3               |
| Ille-et-Vilaine       | 389.949           | 81,5              | 58,9       | 41,1         | 3,2               |
| Indre                 | 160.736           | 79,9              | 41,6       | 58,4         | 3,3               |
| Indre-et-Loire        | 252.416           | 79,5              | 44,9       | 55,1         | 4,5               |
| Isère                 | 417.881           | 78,3              | 40,9       | 59,1         | 2,2               |
| Jura                  | 143.688           | 78,8              | 45,3       | 54,7         | 3,2               |
| Landes                | 180.156           | 83,1              | 49,8       | 50,2         | 2,3               |
| Loir-et-Cher          | 164.817           | 82,0              | 43,1       | 56,9         | 3,1               |
| Loire                 | 416.122           | 75,9              | 47,0       | 53,0         | 3,0               |
| Haute-Loire           | 137.374           | 76,9              | 53,4       | 46,6         | 3,2               |
| Loire-Atlantique      | 505.348           | 81,3              | 52,6       | 47,4         | 2,9               |
| Loiret                | 250.745           | 81,9              | 49,9       | 50,1         | 3,3               |
| Lot                   | 101.098           | 82,9              | 45,1       | 54,9         | 2,6               |
| Lot-et-Garonne        | 177.697           | 82,7              | 39,7       | 60,3         | 3,1               |
| Lozère                | 53.070            | 76,5              | 61,0       | 39,0         | 2,9               |
| Maine-et-Loire        | 338.304           | 79,9              | 58,0       | 42,0         | 3,5               |
| Manche                | 269.028           | 80,1              | 58,4       | 41,6         | 3,2               |
| Marne                 | 266.456           | 80,2              | 47,9       | 52,1         | 3,0               |
| Haute-Marne           | 121.933           | 80,8              | 53,0       | 47,0         | 3,3               |
| Mayenne               | 153.725           | 82,8              | 59,5       | 40,5         | 4,5               |
| Meurthe-et-Moselle    | 376.285           | 80,7              | 43,5       | 56,5         | 2,7               |
| Meuse                 | 120.406           | 81,4              | 54,2       | 45,8         | 3,0               |
| Morbihan              | 338.311           | 80,8              | 61,3       | 38,7         | 2,5               |
| Moselle               | 493.094           | 81,4              | 59,8       | 40,2         | 2,7               |
| Nièvre                | 155.894           | 81,0              | 39,0       | 61,0         | 2,5               |
| Nord                  | 1.330.147         | 85,8              | 48,3       | 51,7         | 2,8               |
| Oise                  | 292.914           | 83,4              | 46,1       | 53,9         | 2,9               |
| Orne                  | 169.548           | 81,0              | 51,0       | 49,0         | 3,1               |
| Pas-de-Calais         | 769.220           | 86,4              | 45,5       | 54,5         | 2,4               |
| Puy-de-Dôme           | 322.279           | 77,6              | 41,5       | 58,5         | 2,7               |
| Basses-Pyrénées       | 314.810           | 79,9              | 53,1       | 46,9         | 2,2               |
| Hautes-Pyrénées       | 141.008           | 77,7              | 43,3       | 56,7         | 2,2               |
| Pyrénées-Orientales   | 169.386           | 77,3              | 38,6       | 61,4         | 2,5               |
| Bas-Rhin              | 468.938           | 76,2              | 68,2       | 31,8         | 3,0               |
| Haut-Rhin             | 342.381           | 78,8              | 67,6       | 32,4         | 3,5               |
| Rhône                 | 684.581           | 79,1              | 42,2       | 57,8         | 2,6               |
| Haute-Saône           | 132.558           | 81,8              | 48,5       | 51,5         | 3,1               |
| Saône-et-Loire        | 333.253           | 75,6              | 46,7       | 53,3         | 2,8               |
| Sarthe                | 271.155           | 80,8              | 48,6       | 51,4         | 3,1               |
| Savoie                | 165.951           | 75,3              | 45,3       | 54,7         | 2,5               |
| Haute-Savoie          | 211.429           | 76,3              | 47,7       | 52,3         | 2,6               |
| Paris                 | 1.439.646         | 79,0              | 44,0       | 56,0         | 2,6               |
| Seine-Maritime        | 634.834           | 81,6              | 44,4       | 55,6         | 2,8               |
| Seine-et-Marne        | 339.562           | 81,0              | 46,0       | 54,0         | 2,7               |
| Yvelines              | 453.616           | 83,3              | 43,2       | 56,8         | 2,7               |
| Deux-Sèvres           | 200.641           | 80,3              | 52,7       | 47,3         | 4,1               |
| Somme                 | 301.346           | 87,0              | 45,5       | 54,5         | 2,7               |
| Tarn                  | 210.353           | 84,5              | 45,5       | 54,5         | 3,7               |
| Tarn-et-Garonne       | 112.400           | 82,5              | 44,4       | 55,6         | 3,5               |
| Var                   | 328.039           | 78,5              | 42,7       | 57,3         | 2,2               |
| Vaucluse              | 202.890           | 82,5              | 38,3       | 61,7         | 3,4               |
| Vendée                | 259.117           | 83,4              | 64,1       | 35,9         | 4,2               |
| Vienne                | 207.007           | 80,1              | 49,3       | 50,7         | 3,4               |
| Haute-Vienne          | 237.705           | 77,7              | 41,2       | 58,8         | 3,0               |
| Vosges                | 232.540           | 79,2              | 53,8       | 46,2         | 4,0               |
| Yonne                 | 174.233           | 80,5              | 47,9       | 52,1         | 2,8               |
| Territoire de Belfort | 65.059            | 79,7              | 47,7       | 52,3         | 2,5               |
| Essonne               | 358.971           | 83,6              | 41,4       | 58,6         | 2,7               |
| Hauts-de-Seine        | 794.313           | 82,6              | 41,3       | 58,7         | 2,6               |
| Seine-Saint-Denis     | 626.754           | 83,1              | 37,0       | 63,0         | 2,3               |
| Val-de-Marne          | 592.990           | 82,5              | 40,1       | 59,9         | 2,4               |
| Val-d’Oise            | 359.640           | 83,3              | 40,3       | 59,7         | 2,4               |

### Ergebnisse in den Überseedépartements
Alle Überseedépartements stimmten mit großer Mehrheit für das Gesetzesvorhaben.
| Département        | Wahl- berechtigte | Wahl- beteiligung | Prozent Ja | Prozent nein | Prozent Ungültige |
| ------------------ | ----------------- | ----------------- | ---------- | ------------ | ----------------- |
| Französisch-Guyana | 16.765            | 42,3              | 79,0       | 21,0         | 4,3               |
| Guadeloupe         | 136.175           | 34,7              | 73,9       | 26,1         | 3,5               |
| Martinique         | 151.981           | 55,5              | 88,6       | 11,4         | 4,3               |
| Réunion            | 176.296           | 62,1              | 91,5       | 8,5          | 1,1               |

### Ergebnisse in den Überseeterritorien
Von den Überseeterritorien stimmte nur Französisch-Polynesien gegen die Reform, alle übrigen stimmten mit zum Teil großer Mehrheit dafür.
| Département                     | Wahl- berechtigte | Wahl- beteiligung | Prozent Ja | Prozent nein | Prozent Ungültige |
| ------------------------------- | ----------------- | ----------------- | ---------- | ------------ | ----------------- |
| Afar- und Issa-Territorium      | 43.113            | 89,9              | 97,3       | 2,7          | 0,9               |
| Komoren                         | 123.256           | 89,5              | 99,7       | 0,3          | 0,2               |
| Französisch-Polynesien          | 40.504            | 71,4              | 47,0       | 53,0         | 0,7               |
| Neukaledonien und Neue Hebriden | 41.812            | 65,7              | 54,2       | 45,8         | 1,4               |
| Saint-Pierre und Miquelon       | 3.231             | 72,6              | 87,8       | 12,2         | 3,3               |
| Wallis und Futuna               | 3.565             | 90,5              | 74,9       | 25,1         | 0,8               |

## Weitere Entwicklung
Nach Bekanntwerden des Ergebnisses des Referendums erklärte de Gaulle am 28. April 1969 seinen sofortigen Rücktritt vom Amt des Staatspräsidenten. Verfassungsgemäß übernahm Senatspräsident Alain Poher kommissarisch das Amt. Am 1. und 15. Juni 1969 fand die Neuwahl des Präsidenten statt, die Georges Pompidou gewann.
Am 5. Juli 1972 wurde das Gesetz zur Regionalreform verabschiedet (Loi no. 72-619 du 5 juillet 1972 portant creation et organisation des régions). Allerdings waren die mit dem Gesetz geschaffenen 21 Regionen (für die Région parisienne galten Sonderregelungen) keine Gebietskörperschaften, sondern Anstalten öffentlichen Rechts (établissements public). Mit der Regionalreform im Jahr 1982 erhielten die Regionen dann den Status von Gebietskörperschaften.